# تپه علی ویسی
تپه علی ویسی یک سکونتگاه مربوط به دوره اشکانیان است و در شهرستان سلسله (الشتر)، بخش مرکزی، دهستان دوآب، ۶۰۰ متری شمال شرق روستای دهنو واقع شده و این اثر در تاریخ ۳۰ بهمن ۱۳۸۶ با شمارهٔ ثبت ۲۱۱۱۸ به‌عنوان یکی از آثار ملی ایران به ثبت رسیده است.